# Synema fasciatum
Synema fasciatum là một loài nhện trong họ Thomisidae.
Loài này thuộc chi Synema. Synema fasciatum được Cândido Firmino de Mello-Leitão miêu tả năm 1929.